# Massaua
Massaua (Massawa oder Mitsiwa, auch Bats’e oder Badhe, Tigrinya ምጽዋዕ oder ባጽዕ, arabisch مصوع Musawwaʿ, DMG Muṣawwaʿ) ist eine Hafenstadt in Eritrea am Roten Meer. Die Stadt hat einen gut ausgebauten Hafen, den größten Eritreas, mit bedeutendem Fischfang und Salzgärten. Massaua ist Hauptstadt der Region Semienawi Kayih Bahri und eine der größeren Städte des Landes.

## Geografische Lage
Die Stadt liegt auf dem Festland und zwei vorgelagerten Inseln. Das historische Zentrum der Stadt liegt auf der äußeren dieser beiden Inseln, einer 1000 m langen, 300 m breiten Koralleninsel ohne Süßwasserquellen. Diese Insel verbindet ein 440 m langer Damm mit der bis ins 19. Jahrhundert unbewohnten Insel Taulud, von der wiederum ein 1030 m langer zweiter Damm zum Festland führt.
Massaua liegt auf einer Höhe von etwa zwei Metern über dem Meer. Es hat ein heißes Wüstenklima bei extrem hoher Luftfeuchtigkeit.

## Bevölkerung

Scheich-Hanafi-Moschee

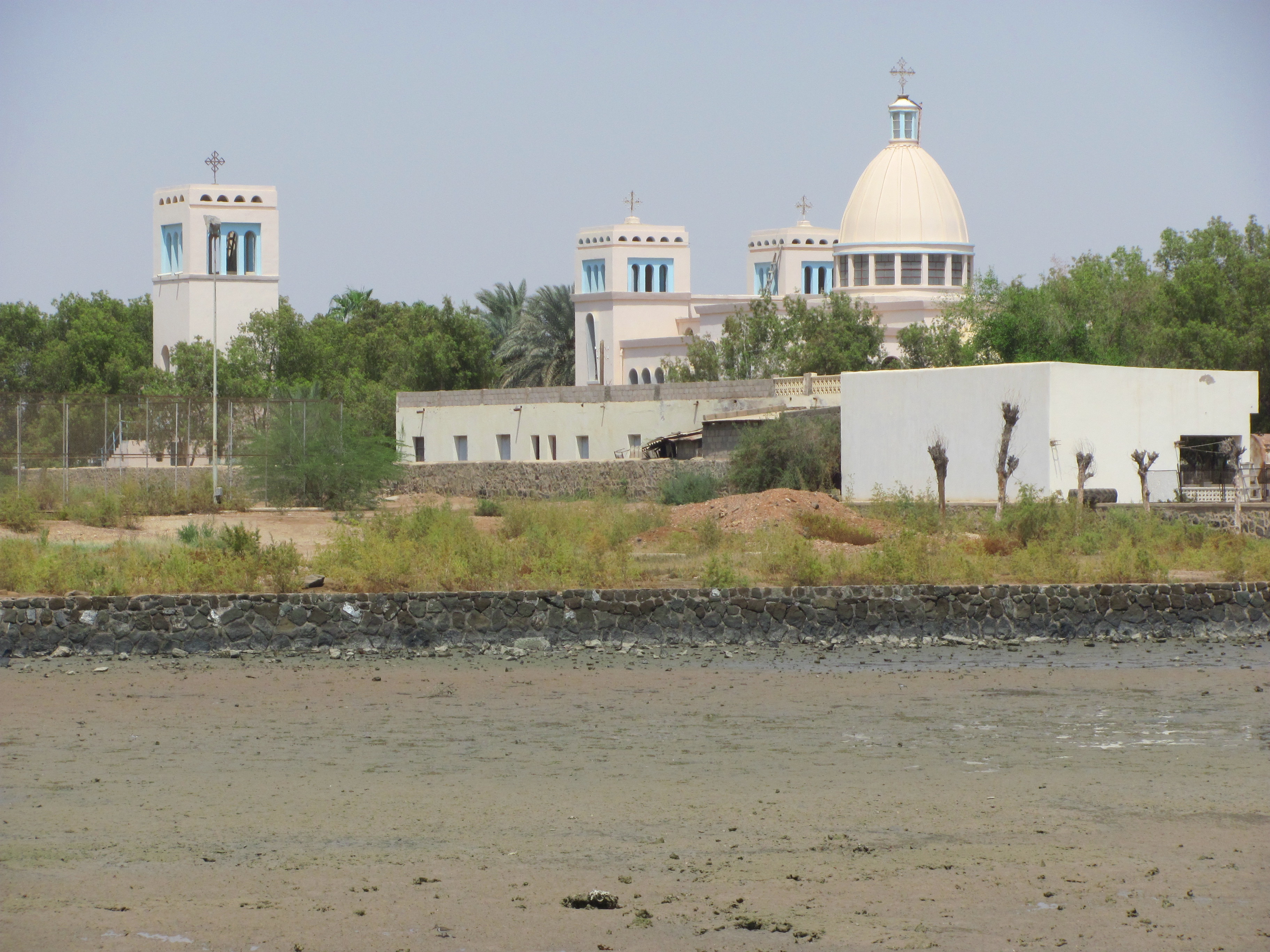
Eritreisch-Orthodoxe Kathedrale von Massaua

Massaua hat 47.799 Einwohner (Berechnung 2009).
Bevölkerungsentwicklung:
| Jahr              | Einwohner                                                           |
| ----------------- | ------------------------------------------------------------------- |
| 1893 (Schätzung)  | 16.400 (davon 15 % Italiener)                                       |
| 1905 (Schätzung)  | 6.500                                                               |
| 1928 (Schätzung)  | 15.000 (davon 25 % Italiener), zuzüglich der italienischen Garnison |
| 1962 (Schätzung)  | 21.300                                                              |
| 1984 (Zensus)     | 15.441                                                              |
| 1962 (Schätzung)  | 21.300                                                              |
| 1983 (Schätzung)  | 16.576                                                              |
| 1985 (Schätzung)  | 60.000                                                              |
| 1990 (Schätzung)  | 30.000                                                              |
| 1993 (Schätzung)  | 19.404                                                              |
| 2009 (Berechnung) | 47.799                                                              |

## Geschichte

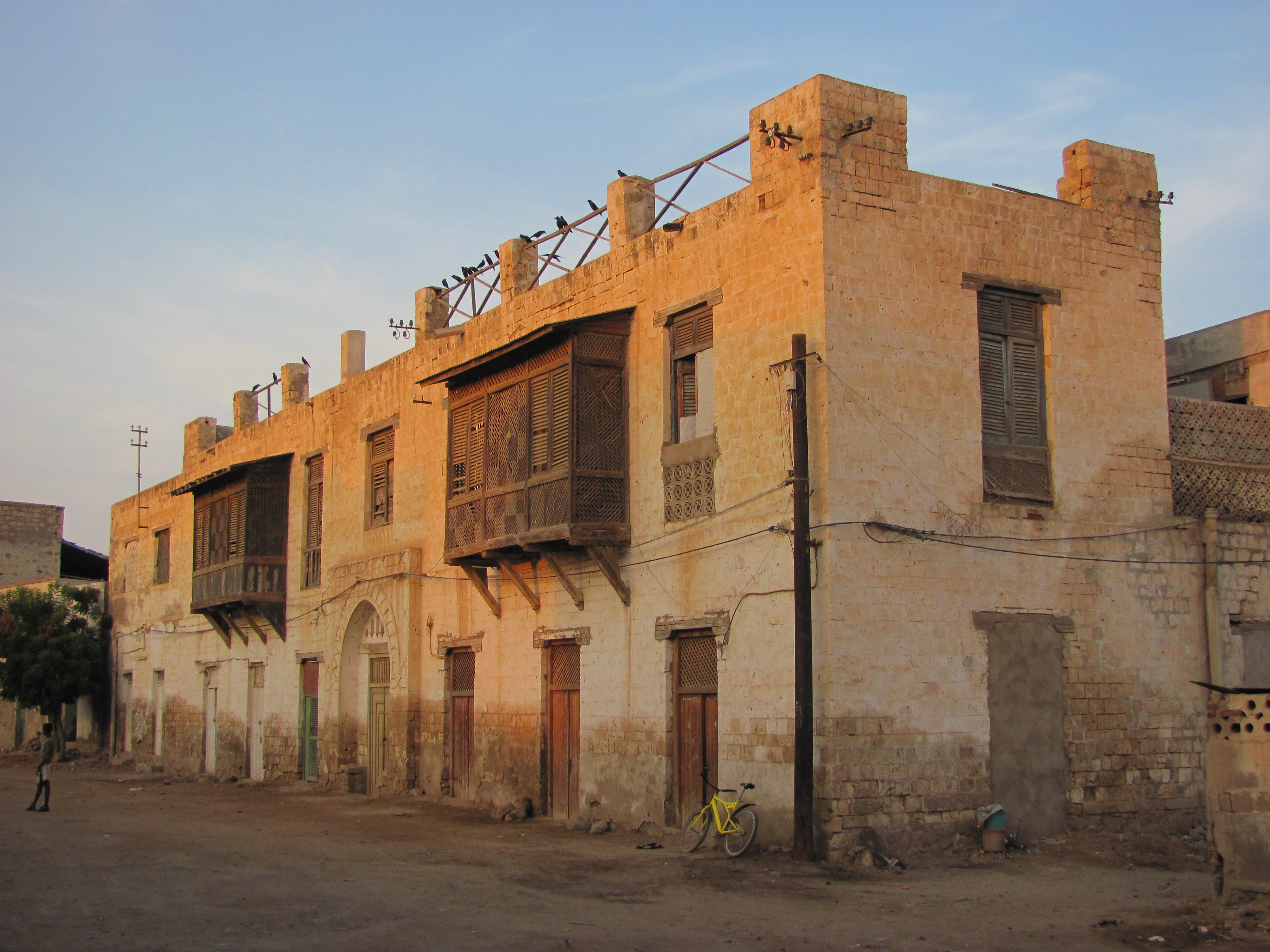
Historische Altstadt

### Mittelalter
In der Nähe von Massaua lag die aksumitische Hafenstadt Adulis. Im 10. Jahrhundert wurde Massaua von arabischen Schriftstellern unter dem Namen Bade (oder Base) erwähnt.
Die Stadt wurde bedeutend, als der Hafen von Adulis ab dem 11. Jahrhundert versandete und der Aufstieg des Sultanats der Dahlak-Inseln begann. Das Sultanat kontrollierte die Stadt bis ins 14. Jahrhundert, auch wenn von abessinischer Seite Ansprüche erhoben wurden. Gegenüber den abessinischen Gouverneuren von Tigray war die Stadt tributpflichtig. Die führende Schicht der Stadt bestand aus arabischen und tigrenischen Kaufleuten. Kulturell war Massaua das Zentrum des Islams der Küstenregion. Hier befanden sich deren Scharia-Gerichtshöfe.

### Frühe Neuzeit
Im frühen 16. Jahrhundert war Massaua eine strategisch wichtige Position und in dem Krieg, den das Königreich Portugal und das Osmanische Reich im Roten Meer führten, stark umkämpft. Durch die Eroberung Eritreas durch Özdemir Pascha wurde Massaua 1557 osmanisch und Teil der Provinz Habesch. Da es aber den Osmanen nicht gelang, auch das Hinterland zu besetzen und die örtlichen Vertreter der Osmanen zunehmend Einheimische waren, lockerten sich die Bindungen nach Istanbul während des 18. Jahrhunderts. Die Provinz Habesch wurde aufgelöst und Massaua der Provinz Dschidda administrativ unterstellt. Ab dem Beginn des 19. Jahrhunderts manifestierten sich in der Stadt wieder ausländische Interessen, britische und französische, aber zunächst auch ägyptische. 1846 verpachtete das Osmanische Reich Massaua an seine autonome Provinz Ägypten. Ismail Pascha, Wali von Ägypten, kaufte die Stadt 1865 auf Lebenszeit, doch bereits ein Jahr später wurde Massaua endgültig an Ägypten abgegeben. Zunehmend wurde nun auch das Festland besiedelt. Hier ließen sich auch römisch-katholische und evangelische Missionsstationen nieder. Massaua war im 19. Jahrhundert eine bedeutende Handelsstadt im Verkehr zwischen Abessinien, dem Sudan, sowie Europa und Indien. Hier lag der größte und sicherste Hafen am Roten Meer.
Unter ägyptischer Herrschaft wurde es Hauptstadt der bis 1876 stark expandierenden neuen ägyptischen Provinz „Rotes Meer und Ostsudan“, deren einer Gouverneur von 1873 bis zu seinem Tode 1875 der Schweizer Werner Munzinger war, schon ab 1871 Gouverneur von Massaua. Die Einwohner der Stadt waren Nubier, Danakil, Habescha, Oromo, Inder und Griechen.

### Kolonialzeit

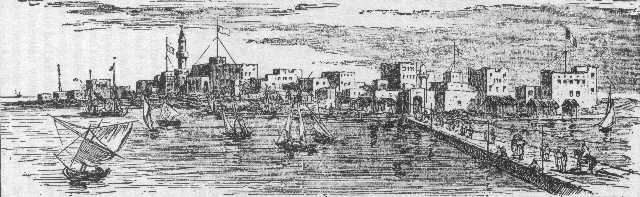
Massaua im 19. Jahrhundert

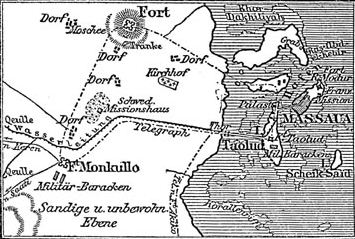
Historische Karte (um 1888)

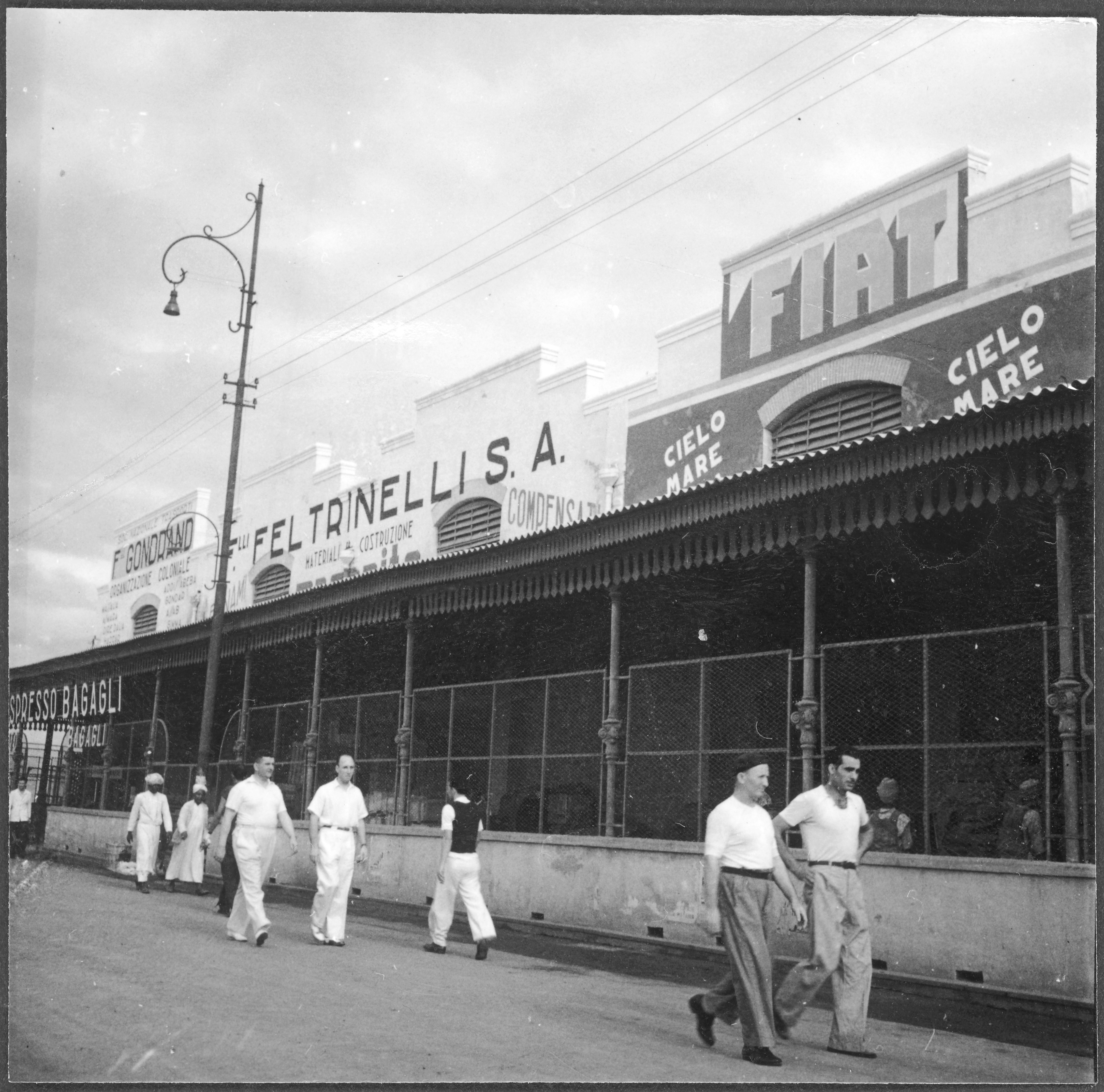
Italienische Schriften beim Hafen (1939/40)

Während des Mahdi-Aufstands besetzte das Königreich Italien am 5. Februar 1885 die Stadt, die bis zur Absetzung des ägyptischen Gouverneurs am 2. Dezember als italo-ägyptisches Kondominium verwaltet wurde. Es wurde trotz der italienischen Niederlage von Dogali gegen die abessinische Armee Hauptstadt eines italienischen Protektorats, aus dem 1890 die Colonia Eritrea entstand. Der Hafen wurde unter italienischer Herrschaft stark ausgebaut, ein Krankenhaus errichtet. Unter italienischer Herrschaft wurde die Stadt befestigt und es entstand ein neuer, europäisch geprägter Stadtteil auf der Insel Taulud. Hauptstadt der Kolonie blieb Massaua bis 1897, als es diese Funktion an Asmara verlor. Daraufhin schrumpfte die Bevölkerung von Massaua massiv.
Seit 1887 trieb zunächst das Militär, später die italienische Kolonialverwaltung den Bau einer Eisenbahnstrecke in Richtung Asmara mit dem – nie erreichten Fernziel – Sudan voran. Auch eine Salzgewinnungsanlage ging in Betrieb.
1921 wurden große Teile der Altstadt durch ein Erdbeben zerstört. Es dauerte Jahre, bis sie sich wieder erholte. Stark dazu bei trugen die italienischen Vorbereitungen für den Italienisch-Äthiopischen Krieg (1935–1936). Aus diesem Grund wurde auch die 74 km lange Massaua-Asmara-Seilbahn errichtet, die von hier ihren Ausgang nahm. 1940 war der Hafen von Massaua der best ausgebaute zwischen Alexandria und Kapstadt. Nach der italienischen Niederlage im Zweiten Weltkrieg plünderte die Britische Verwaltung die Anlagen und verkaufte sie als Kriegsbeute und Reparationsleistung. Dies und der Aufstieg des Konkurrenzhafens Assab führte die Stadt in eine ökonomische Krise, die nach der Föderation mit Äthiopien 1952 und dessen kolonialer Politik noch verschärft wurde. Die äthiopische Marine errichtete hier ihr Hauptquartier und es entstand ein US-Stützpunkt. Aufgrund der repressiven Politik Äthiopiens verließ ein erheblicher Teil der moslemischen Bevölkerung die Stadt.

### Unabhängigkeit
Der eritreische Unabhängigkeitskrieg erreichte Massaua 1977, als die Befreiungsfront Teile des festländischen Massaua einnahm, die Inseln aber nicht erobern konnte und auch ihre Eroberungen 1978 wieder aufgeben musste. Äthiopien baute daraufhin Massaua als Garnison stark aus. Immer wieder waren Hafeneinrichtungen, die Marinebasis und die Treibstofflager Ziel von Angriffen der Aufständischen, was 1982 und 1986 zu Großfeuern und der Flucht von Teilen der Zivilbevölkerung führte: Die Einwohnerzahl reduzierte sich auf die Hälfte. Anfang Februar 1990 kam es dann zur Endschlacht um Massaua. Die eritreische Marine zerstörte die äthiopischen Schiffe im Hafen und, nachdem die äthiopischen Truppen durch den Derg gehindert wurden zu kapitulieren, stürmten die Befreiungskämpfer die Inseln, deren Westseiten durch Artilleriefeuer stark zerstört wurden. Die Zahl der Toten betrug etwa 12.000. Bei den Kampfhandlungen wurden die Hafenanlagen schwer beschädigt. In der Folgezeit war der Hafen von Massaua Hauptumschlagstelle für die internationale Lebensmittelhilfe, hatte aber durch die kriegsbedingten Zerstörungen eine nur sehr eingeschränkte Kapazität. Ab 1994 begann dann der Wiederaufbau. Im Eritrea-Äthiopien-Krieg (1998–2000) kam es aber erneut zu Luftangriffen der äthiopischen Luftwaffe auf die Stadt.
Der Staatspräsident unterhält in Massaua eine Dependance seines Amtes.

## Verkehr

### Hafen

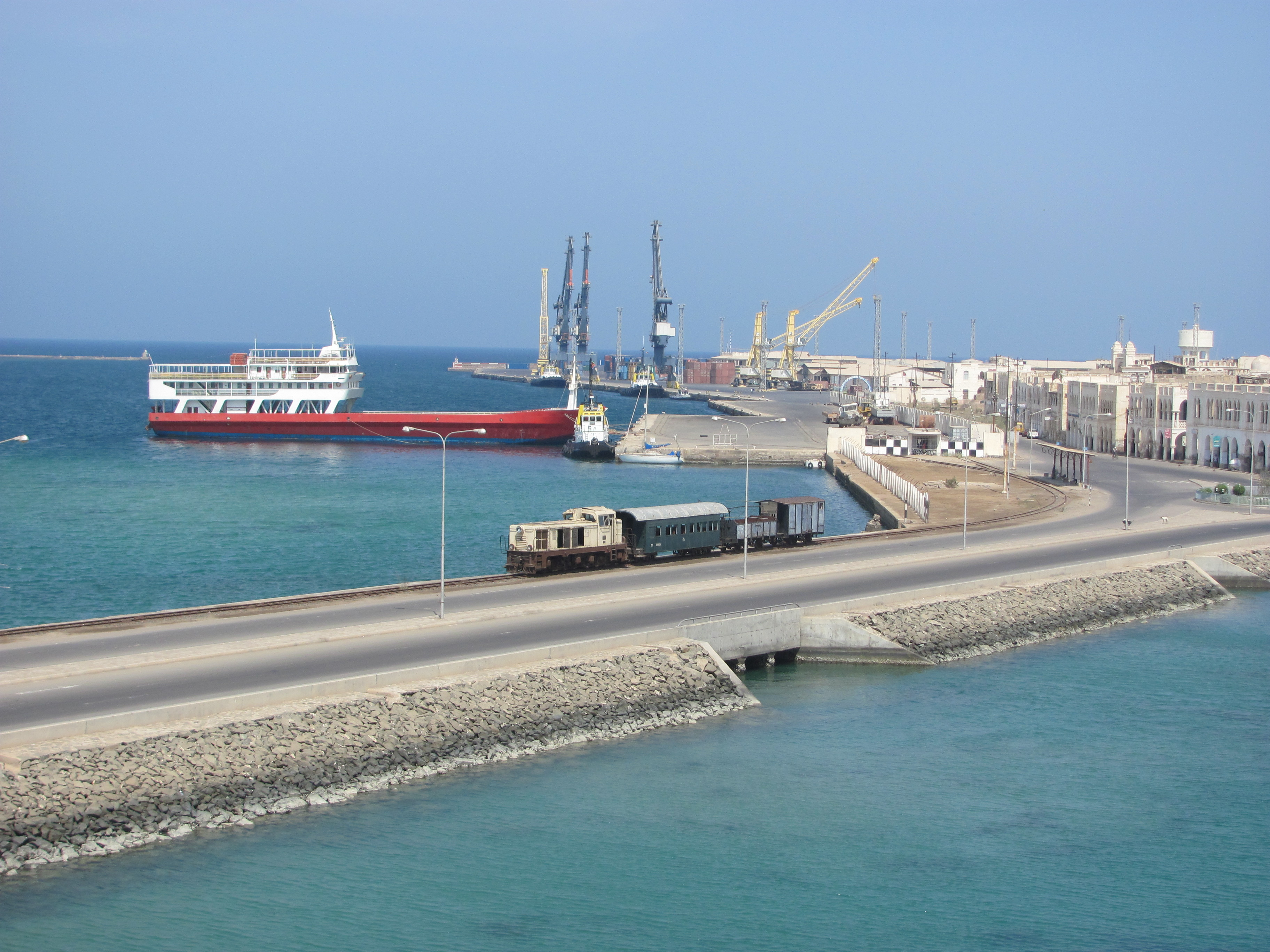
Hafen von Massaua

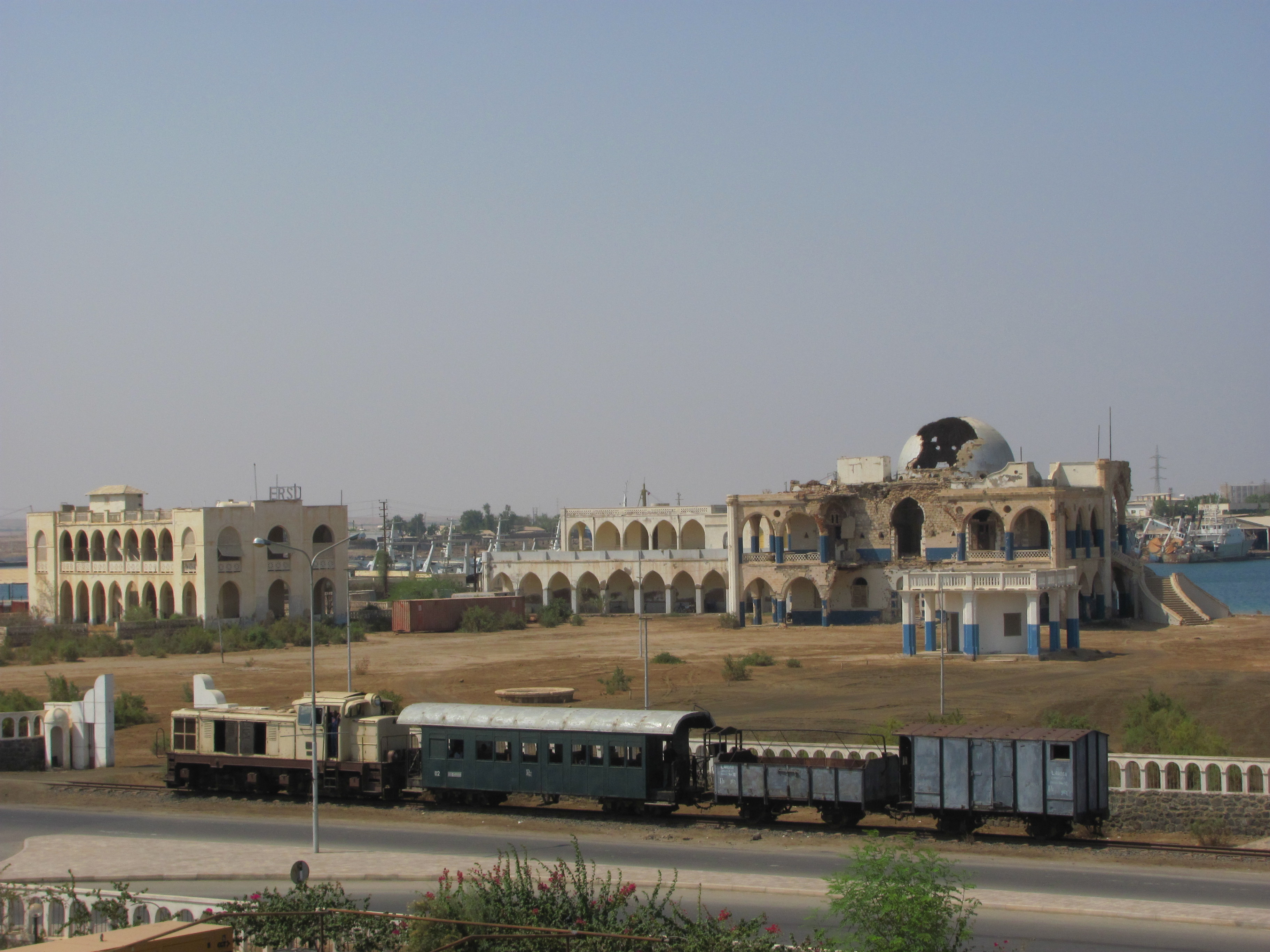
Kaiserpalast Massaua, im Vordergrund die Eisenbahn Massaua–Asmara

Der Hafen von Massaua ist der größte und bedeutendste des Landes. Wegen der geringen Wirtschaftsleistung Eritreas ist der Warenumschlag dort aber ruhig. Aufgrund der den Tourismus eher behindernden Politik des Landes ist er auch für Kreuzfahrtschiffe kein attraktives Ziel.

### Eisenbahn
Die Bahnstrecke Massaua–Biscia beginnt im Hafen von Massaua, direkt vor der Altstadt. Sie verläuft über beide Dämme zum Festland. Der „Hauptbahnhof“ befand sich ehemals auf der Insel Taulud. Die Bahnanlagen im ganzen Land wurden während des Befreiungskrieges erheblich beschädigt und waren zwischen 1976 und 1994 unbenutzbar. Seitdem wurde die Strecke bis Asmara wieder betriebsfähig hergerichtet. Nach 1994 gab es in Massaua einen Vorortverkehr der Bahn, der aber wieder eingestellt wurde. Heute gibt es auf der Strecke keinen Güter- und keinen planmäßigen Personenverkehr mehr. Es finden ausschließlich Sonderfahrten für Eisenbahnenthusiasten und Fahrten für den Streckenunterhalt statt.

### Straße
Der private Autoverkehr in Massaua ist vergleichsweise gering. Radfahrer und von Eseln gezogene Fuhrwerke haben einen hohen Anteil am innerstädtischen Fahrzeugverkehr. Bedeutend ist der Lkw-Verkehr, da der gesamte Warenverkehr des Hafens landseitig ausschließlich von und auf den Straßenverkehr übergeht. Massaua ist Ausgangspunkt der bedeutenden Straßenverbindung Massaua-Asmara.

### Flughafen
Der Flughafen Massaua liegt an der Straße Massaua-Asmara. Er wurde unregelmäßig ca. einmal pro Monat und nur von Eritrean Airlines angeflogen.

## Sehenswürdigkeiten

### Altstadt

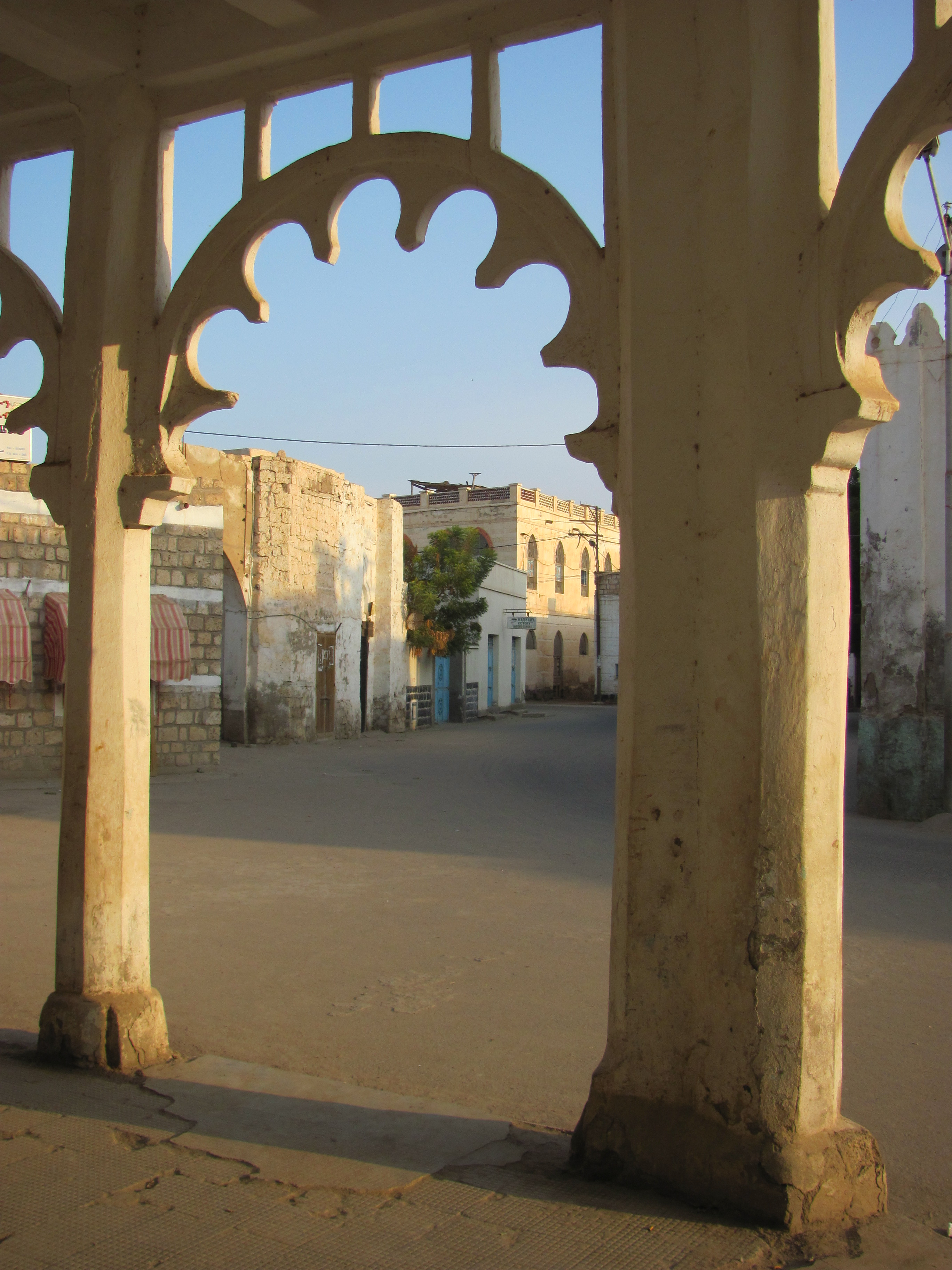
Historische Altstadt

Die – trotz aller Zerstörungen – immer noch hoch bedeutende und außerordentlich pittoreske historische Altstadt von Massaua auf der Insel Batse ist ein herausragendes Zeugnis arabischer und osmanischer Baukunst. Dieses Ensemble weist allerdings immer noch Schäden aus dem Befreiungskrieg auf und ist aufgrund der schwachen wirtschaftlichen Lage des Landes denkmalpflegerisch unterversorgt. Die historischen Kulturdenkmäler verfallen zum Teil, der Stadtteil verslumt.

### Kaiserpalast
Auf der Insel Taulud, dem Hafen gegenüber, liegt der Kaiserpalast Massaua. Er stammt im Kern noch aus osmanischer Zeit, vornehmlich aber aus dem 19. Jahrhundert und wurde zuletzt von Kaiser Haile Selassie genutzt. Im Befreiungskrieg wurde er schwer beschädigt und ist heute eine Ruine.